# Durchführungsverordnung (EU) Nr. 923/2012
Die Durchführungsverordnung (EU) Nr. 923/2012 zur Festlegung gemeinsamer Luftverkehrsregeln und Betriebsvorschriften für Dienste und Verfahren der Flugsicherung (kurz englisch Standardised European Rules of the Air, SERA) ist innerhalb der EASA-Staaten das zentrale Regelwerk zum Verhalten der Teilnehmer am Luftverkehr.
Hauptziele der SERA sind die Harmonisierung der Luftverkehrsregeln im europäischen Luftraum, die Erleichterung der Freizügigkeit im europäischen Luftraum, die Vereinfachung der Umsetzung der funktionalen Luftraumblöcke sowie die Unterstützung der Mitgliedstaaten der EU bei ihren Verpflichtungen gegenüber der ICAO.

## Hintergrund und Geschichte
Als Standardised European Rules of the Air (SERA) bezeichnet man für den europäischen Luftraum standardisierte Flugregeln. Hierzu hatte die Europäische Kommission die European Organisation for the Safety of Air Navigation (EUROCONTROL) beauftragt, in enger Zusammenarbeit mit der Europäischen Agentur für Flugsicherheit (EASA) gemeinsame Standards zu entwickeln.
Ziel ist die Einführung von einheitlichen Funktionalen Luftraumblöcken (Abkürzung FAB, von englisch functional airspace block), die es ermöglichen, dass sich ein Flugzeug frei über europäische Grenzen hinweg bewegen kann, die Sicherheit zunimmt, nicht praktizierbare Regeln abgeschafft und gefährliche Missverständnisse durch voneinander abweichende Flugregeln reduziert werden.
Vom Umfang her ist das Mandat auf dem Single European Sky Regelwerk und einigen Teilen der grundlegenden EASA-Regularien beschränkt. Es umfasst den ICAO-Annex 2 Rules of the Air und andere relevante ICAO-Standards und Praktiken, die Standards And Recommended Practices (SARPs), sowie Verfahren der Flugsicherung, die Procedures for Air Navigation Services (PANS).
Die Festlegungen der SERA befinden sich in der Durchführungsverordnung (EU) Nr. 923/2012, mit Gültigkeit ab dem 5. Dezember. Die Durchführungsvorschrift sollte keine neuen Verpflichtungen schaffen, sondern vielmehr bereits bestehende Verpflichtungen umsetzen. Sie standardisiert, wie die bestehenden ICAO-Verpflichtungen innerhalb des einheitlichen europäischen Luftraums umgesetzt werden sollen.
Nach einer Analyse soll SERA in aufeinander folgenden Phasen entwickelt werden. Das erste ist die Umsetzung der ICAO-Annex 2 Rules of the Air, mit dem Namen als SERA Teil A. Die folgenden Phasen bestehen aus den SERA-Teilen B und C zur Umsetzung der in ICAO-Annex 11 definierten Maßnahmen und möglichen anderen ICAO-Bestimmungen. Falls notwendig, kommt ein entsprechendes Paket wegen der Unterschiede zwischen EU- und ICAO-Bestimmungen hinzu.
Auf seiner 40. Tagung einigte sich der Ausschuss für den einheitlichen Luftraum darauf, dass eine formelle Stellungnahme zu Teil A zusammen mit der Abstimmung über Teil B abgegeben wird.
Die SERA-Verordnung umfasst im Stand 2014 ICAO Annex 2, Annex 3 und Annex 11; folgen werden Annex 10, SUPPs 7030, DOC 4444 als Part C, der jedoch in die SERA eingearbeitet wird.

## Inhalt
Die SERA-Verordnung regelt das Verhalten der Teilnehmer am Luftverkehr, d. h. unter anderem:
- Begriffsbestimmungen (Art. 2), Maße und Einheiten, Uhrzeit (SERA.3401)
- Regeln: Allgemeine Regeln (SERA.3001 ff) und für
  - Mindestflughöhen (SERA.3105), Reiseflughöhen (SERA.3110, Anlage 3), Luftsperrgebiete und Flugbeschränkungsgebiete (SERA.3145)
  - Vermeidung von Zusammenstößen (SERA.3201 ff, SERA.11015): Annäherung, Vorflugregeln, Ausweichsregeln, Kollisionsvermeidung
  - Sichtflug und Instrumentenflug (SERA.3220, SERA.5001 ff)
  - Flüge über hoher See (SERA.1001)
  - Flugbetrieb auf einem Flugplatz und in dessen Umgebung (SERA.3225)
  - Spezialfälle, wie Verbandsflüge (SERA.3135), unbemannte Freiballone (SERA.3140, Anlage 2) – und für Schleppflüge, Fallschirmsprünge, u. a. als Verweis auf sonstige Regeln
  - Notlagen (SERA.11010) und ähnliche Ausnahmesituationen
- Lufträume (SERA.6001, Anlage 4)
- Flugpläne (SERA.4001 ff)
- Flugsicherungsverfahren und -dienste (Flugverkehrskontrolle, Fluginformationsdienst, u. a.; SERA.7001 – SERA.10001, Anlagen 4, 5)
- Wetterdienst (SERA.12001 ff)
- Signale und Zeichen (SERA.3301), das umfasst die Bodensignale, Einwinkzeichen und Hinweise der Technik/Instandhaltung (insb. Anlage 1); von Luftfahrzeugen zu führende Lichter (SERA.3215)

## Nationale Umsetzung

### Deutschland
Diese Verordnung ersetzt weitgehend die ehemalige deutsche Luftverkehrs-Ordnung. Die Luftverkehrs-Ordnung wurde zum 29. November 2015 in verkürzter Fassung angepasst.
Die SERA-Vorschriften entsprechen zum größten Teil denen der Luftverkehrs-Ordnung bis 2014. Einige der relevanten Änderungen für die deutsche Luftfahrt sind:
- Es ist möglich, ohne Positionslichter in der Dämmerung zu fliegen. Die Dämmerung ist etwa 40 Minuten vor Sonnenaufgang und nach Sonnenuntergang (Sonne bis zu 6° unter dem Horizont)
- Flugplanpflicht im Luftraum C und D (Abgabe auch per Funk, also entspricht in der Praxis der vorherigen Regelung)
- Wolkenabstände 300 m Vertikal, 1,5 km Horizontal im CTR und im Luftraum G ab 3000 ft oder 1000 ft über Grund (früher: Frei von Wolken)
- Flugsicht 8 km nur ab FL100 in allen Lufträumen (Früher im Luftraum E auch unter FL100)
- Flugsicht 1,5 km nur bis 3000 ft oder 1000 ft über Grund (früher im gesamten Luftraum G, d. h. bis 2500 ft)
- Der Luftraum F wird durch die Radio Mandatory Zone (RMZ) ersetzt

### Österreich
In Österreich wurde SERA durch die LVR-Novelle 2014 (BGBl. II 297/2014) und zahlreichen Änderungen in der AIP mit 11. Dezember 2014 umgesetzt.
Wichtige Änderungen und Unterschiede zur SERA sind:
- beim Sichtflug ist das Gefährdungspotential von Industrieanlagen nicht mehr erwähnt
- Fallschirmsprünge sind keine Flüge im Sinne der Verordnung, obwohl ein (Haupt‐)Fallschirm ein Luftfahrzeug ist; für Hänge‐ und Paragleiter, Hangsegeln und Flüge zur Hagelabwehr gelten Ausnahmen von den Sichtflugregeln
- eine Bewilligung der Unterschreitung der Mindesthöhen ist auch bei Brücken und ähnlichen Bauwerken, sowie verspannten Seilen und Drähten erforderlich (ausgenommen für Ambulanz‐, Rettungsflüge usw.)
- ein Flug nach Instrumentenflugregeln gilt auch für hohes Gelände oder in gebirgigen Gebieten
- Sichtflugregeln gelten bei Nacht im Rahmen der Flugplanpflicht, und mit etwas geänderten Mindest‐Sichtwetterbedingungen und -flughöhen
- diverse neue Regelungen für Sonderflüge nach Sichtflugregeln in Kontrollzonen (SVFR)
- RNAV für Flüge oberhalb 9500MSL vorgeschrieben
- Regeln für Flüge nach Instrumentenflugregeln außerhalb des kontrollierten Luftraums
- Details zur Gültigkeit des Flugplans
- Gebiete mit Funkkommunikationspflicht (RMZ): LOAN, LOAV
- Gebiete mit Transponderpflicht (TMZ): Wien und Innsbruck
- Transponder Mode S mit Druckhöhenübermittlung für alle Luftfahrzeuge (mit starren Tragflächen, Hubschrauber und Gyrocopter; Übergangsfrist bis 31. Dezember 2017)
- Sicherheitszonen und Verbote zum Betrieb von Flugmodellen, Unbemannten Luftfahrzeugen der Klasse 1 und selbständig im Fluge verwendbarem zivilen Luftfahrtgerät („Drohnen“)